# 스즈키 이치로
스즈키 이치로(일본어: 鈴木一朗, 1973년 10월 22일 ~ ) 또는 약칭 이치로(イチロー)는 전 일본의 프로 야구 선수로, 포지션은 외야수이다.
일본 프로 야구 시절 오릭스 블루웨이브의 중심 타자로서 맹활약을 하였고 2001년 미국 메이저 리그에 진출하며 시애틀 매리너스와 뉴욕 양키스에서 활약한 적이 있다. 이치로의 활약에 힘입어 “아시아에 타자는 없다”라는 미국인들의 인식을 크게 바꾸었는데 이 때문인지 미국에서도 안타제조기(安打製造機)라는 별명으로 불리기도 한다. 그 외에도 자신의 이름을 표현할 때 ‘Ichiro’, ‘Ichiro Suzuki’, ‘イチロー・スズキ’(이치로 스즈키), ‘イチロー鈴木’(동음) 등이 있다. 포지션은 외야수이며 일본 프로 야구계에서 활약할 당시 성을 표기하지 않고 이름만으로 등록명을 하였는데 이유는 ‘스즈키’(鈴木)라는 성이 흔해서였다. 그리고 2013년 8월 22일, 토론토 블루제이스전에서 R. A. 디키를 상대로 안타를 쳐 미·일 통산 4000안타 대기록을 달성하였다.

## 아마추어 시절
아이치현 니시카스가이군에서 태어났으며 어린 시절에는 글러브에 ‘집중’(集中)이라는 단어를 써 놓았었다고 한다. 고교 시절 일본 최고의 고교 야구 대회인 고시엔 대회에 출전한 경력이 있고 1991년에는 탁월한 타격 감각을 인정받아 프로 야구 신인 드래프트 4위로 지명을 받고 외야수로 오릭스 블루웨이브에 입단했다.

## 일본 프로야구 시절

### 오릭스 블루웨이브시절
입단 후 2군에서 타격왕 자리를 차지하였지만 1군 수뇌부가 변칙 타법에 대해 좋게 평가하지 않아 1군에서 확실히 자리매김하지는 못했다. 실의에 빠져 2군 생활을 하던 그는 2군 타격 코치였던 가와무라 겐이치로와 합작으로 이른바 ‘시계추 타법’으로 타격폼 개조에 들어갔다.
이후 오릭스의 감독으로 부임하게 된 오기 아키라는 그의 천재적인 타격감을 발견해내고, 등록 이름을 당초 한자 표기로 쓰던 '스즈키'(鈴木)에서 가타카나 표기인 '이치로'(イチロー)로 바꾸게 하고 1군에 등록됐다. 당시 1군 타격 코치였던 아라이 히로마사의 지도를 받으며 광각타법(廣角打法)을 익혔다. 1994년 4월 정규 시즌에서 맹활약을 하여 일본 신기록인 69경기 연속 출루, 일본 야구 사상 첫 시즌 200안타 기록을 달성하여 최종적으로 210안타까지 늘리는 등 그가 기록한 시즌 안타 개수는 당시 일본 프로 야구 역대 최고 성적이었다. 그 해부터 타격 부문의 정식으로 타이틀이 된 최다 안타의 초대 타이틀을 획득하였다. 퍼시픽 리그 타율 신기록(이 후 2000년에 스스로 리그 기록을 경신)으로 수위타자를 획득하였고, 타자로서는 프로 야구 사상 최연소 최우수 선수(MVP)가 되었다.

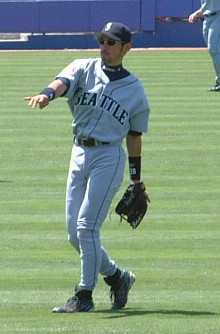
연습 중인 스즈키 이치로

1995년 시즌에는 일본 프로야구 최초로 타점왕과 도루왕 타이틀을 동시에 획득했으며 최다 안타, 최고 출루율 등의 타이틀도 획득했다. 또한 1969년 오 사다하루 이후 최초로 전 이닝을 출전한 수위타자라는 기록을 세웠다. 리그 3위 타이의 25홈런, 당시 시즌 홈런왕이었던 고쿠보 히로키와는 3개 차이였으며, 일본 야구와 메이저 리그 모두 전례가 없는 타격 부문 타이틀을 독점하다시피 했다. 그 외에 리그 2위의 장타율과 당시 리그의 기록인 시즌 18사구, 타이 기록인 시즌 경기 첫 회에 1번 타자로서 5홈런을 기록했으며, 역대 2위인 67경기 연속 출루를 기록했다. 시즌 후 일본 야구계의 최고 상인 쇼리키 마쓰타로상을 2년 연속 수상했다.
이듬해인 1996년 시즌 중반에 열린 올스타전 1차전에서는 첫 회 초구 홈런(올스타전 사상 3번째, 퍼시픽 리그 선수로서는 사상 최초)을 기록했다. 2차전에서는 투수로 등판했다. 시즌 후 3년 연속 타격왕을, 맹타상을 26회(일본 기록), 1경기 4안타를 무려 8번을 기록(달성 당시에는 일본 신기록이었으며 현재는 리그 기록으로 남아 있음)했다. 9월 23일 닛폰햄전에서는 팀의 리그 우승을 결정짓는 끝내기 2루타를 기록해, 전년도에 이어 팀은 2년 연속 리그 우승을 달성했다. 리그 우승 후 센트럴 리그 우승 팀인 요미우리 자이언츠와의 일본 시리즈 1차전에서 상대 투수인 고노 히로후미로부터 결승 홈런을 쳐 냈다. 시리즈 기간 중 접전 끝에 팀은 4승 1패의 성적을 거두어 한큐 브레이브스 시대인 1977년 이후 19년 만에 일본 시리즈 우승을 제패하면서 우수 선수상을 수상했다.
1997년에는 6월에 209타석 연속 무삼진의 일본 기록을 수립했고, 그 후의 닛폰햄전에서 상대 투수인 시모야나기 쓰요시로부터 삼진 당할 때까지 216타석 연속 무삼진을 기록했다.
1998년 시즌 최고 타율로 일본 프로 야구 사상 최초 5년 연속 타격왕 획득과 동시에 5년 연속, 통산 5번째 최다 안타를 기록했다. 다음 해인 1999년 4월 20일 닛폰햄전에서 가네무라 사토루로부터 홈런을 쳐 내면서 프로 야구 사상 최고 속도가 되는 757경기 만에 통산 1000안타를 달성했고, 7월 6일 세이부전에서는 마쓰자카 다이스케로부터 통산 100홈런을 기록했다. 그러나 8월 24일 닛폰햄전에서 시모야나기 쓰요시로부터 투구에 맞아 부상을 당했다. 시즌 103경기 출장에만 그쳤을 뿐만 아니라 1994년 개막전부터 계속되고 있던 연속 경기 출장이 퍼시픽 리그 역대 4위인 763경기로 멈췄다. 통산 6번째 최고 타율로 6년 연속 타격왕 타이틀을 석권했다.
2000년에는 프로 야구 역대 2위의 시즌 최고 타율을 기록해 7년 연속 타격왕 타이틀을 획득했다. 시즌 후 9년간 일본에서의 선수 생활을 마치고 메이저 리그 진출을 공식 선언했다.

## 미국 프로야구 시절

### 시애틀 매리너스시절
2001년에 메이저 리그인 시애틀 매리너스로 이적하여 메이저 리그 진출 첫 해에 242안타를 기록했으며 본인(스즈키 이치로)에 앞서 양준혁이  해태 시절이던 1999년 시애틀 이적을 타진하여 해당 구단(시애틀) 1호 아시아인 타자가 될 뻔 했지만 그 당시 FA 제도가 시행되기 직전이라 재정적으로 어려웠던 해태 측의 반대로 무산됐다. 이로써 그 해 아메리칸 리그의 신인왕과 MVP를 모두 획득했고 팀의 플레이오프 진출에도 공헌했다. 당시 일본 정부는 그에게 국민영예상 수여 의사를 타진했지만 거절했다. 그리고 2004년 5월 21일에는 미일 통산 2000안타를 달성했고 8월 26일에는 메이저 리그 사상 최초로 입단 후 4년 연속 200안타 기록을 달성했다. 2004년 10월 1일에는 262안타를 기록하면서 84년 동안 깨지지 않았던 한 시즌 최다 안타 신기록(종전 기록은 조지 시슬러의 257안타)을 세웠다. 한편 일본 정부는 그에게 국민영예상 수여 의사를 타진했지만 이번에도 거절했다.
메이저 데뷔 초반 오클랜드 애슬레틱스와의 경기에서 안타의 틈을 타 1루에서 3루로 진루하던 테런스 롱을 보살시킨 플레이가 '더 스로'(The Throw)로 유명해졌다. 조지마 겐지가 시애틀에 있었을 때는 그와 겐지가 ‘재페니즈 핫라인’으로 불렸다.
2003년에는 4년 동안 4,400만 달러를 받는 조건으로 연봉 계약을 하여 2007년 시즌이 끝난 뒤 자유 계약 선수 자격을 획득했다. 2006년 WBC 일본 국가 대표로 참가했다.
2008년 6월 13일에는 미일 통산 500도루를 달성했고, 7월 3일 미일 통산 1500득점 달성, 7월 29일에는 미일 통산 3000안타를 연거푸 달성했다. 9월 17일 8년 연속 200안타를 달성하는 위업을 세웠으며, 시즌 종료 후인 11월 6일에는 8년 연속 골든 글러브상을 수상(외야수 부문)했다. 2009년에는 하라 다쓰노리 감독이 이끄는 제 2회 WBC 일본 대표팀 선수로 출전했다.
2012년 시즌 도중 7월 24일에 시애틀 매리너스는 뉴욕 양키스로부터 그에게 지불해야 할 잔여 연봉을 현금으로 지급받고 당시 뉴욕 양키스 산하 마이너 리그 투수였던 D. J. 미첼과 대니 파쿠하를 그와 트레이드하였다.

### 뉴욕 양키스시절
2012년에 입단하였다.

### 마이애미 말린스시절
2015년에 입단하였다.

### 시애틀 매리너스복귀
2018년에 복귀하였다.
5월 3일, 시애틀 매리너스의 선수에서 회장 특별 보좌로 옮겼다.
2019년 1월 24일 시애틀과 마이너 리그 계약을 맺은 이치로는 3월 20일 메이저 계약으로 전환하며 20일과 21일 도쿄 돔에서 열리는 오클랜드 애슬레틱스와의 개막 2연전에서 함께 9번 우익수로 선발 출전, 45세 149일 메이저 개막전 선발 출전은 지바 롯데 마린스에 소속됐던 훌리오 프랑코의 45세 227일에 이은 야수 2번째 고참 기록했다. 안타를 치지 못했지만 사실상 이치로의 은퇴 경기였다.

## 플레이 스타일

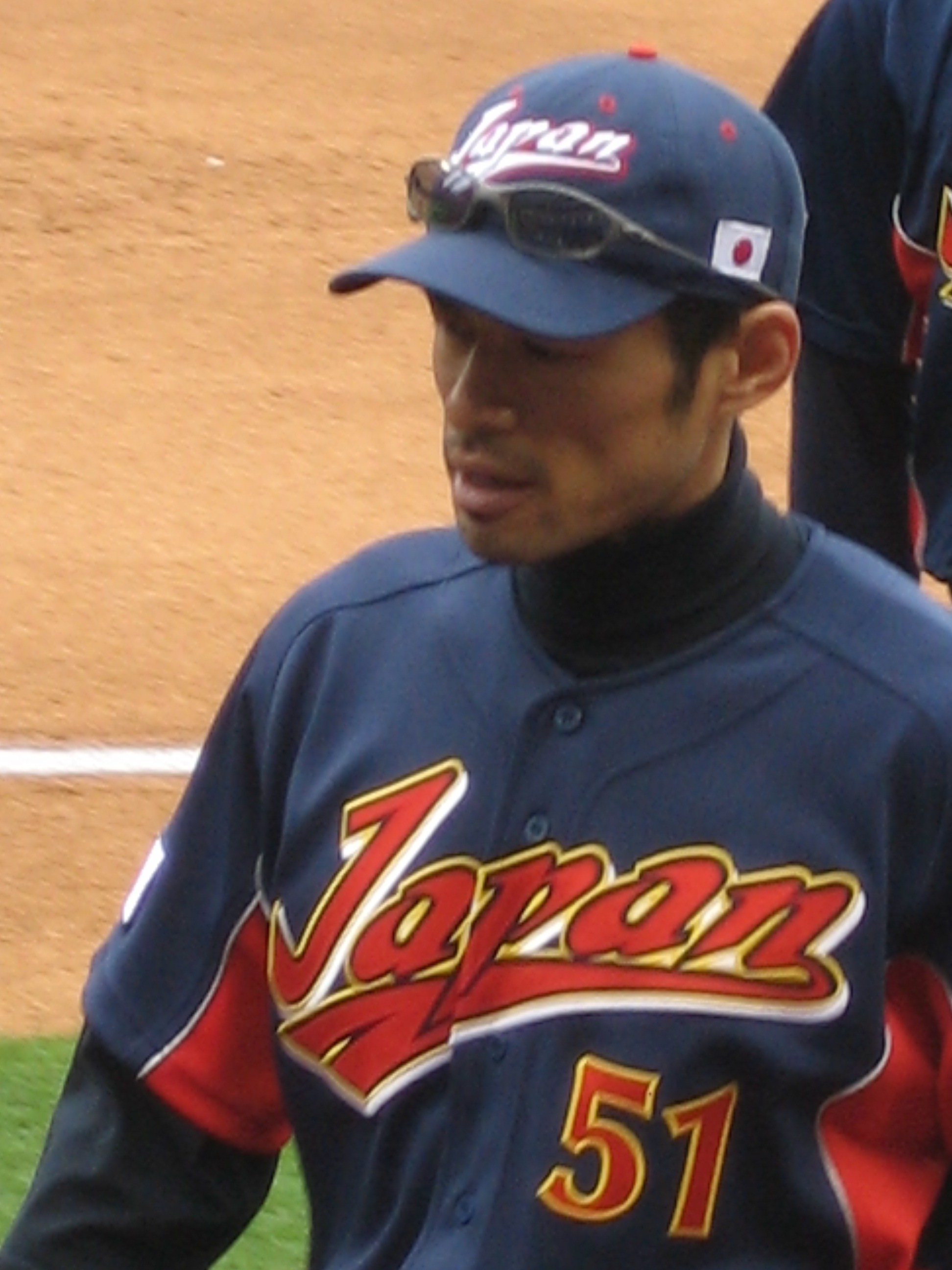
WBC 일본 대표팀 시절의 이치로

- 타격: 전형적인 배드볼 히터로 어떤 공이든 맞추는 것을 목표로 한다. 최고 수준의 배트 스피드와 엄청난 손목 힘을 바탕으로 내외야 어디로든 공을 보낼 수 있는 환상적인 배트 컨트롤이 최고 무기이다.
- 수비: 2001년 빅 리그 데뷔 이래 10년 연속으로 골든 글러브 수상자(외야수 부문)로 선정된 그의 수비는 리그 최고 수준이다. 특히 빠른 발과 정확한 판단력을 바탕으로 낙구 지점을 손쉽게 찾아내는 동시에 과거 고교 시절 투수로 뛰었던 경험을 바탕으로 한 리그 최고의 송구 능력까지 갖추고 있다.
- 주루: 도루왕 1회 수상을 비롯 매년 30개 이상의 도루를 성공시켜 루에 있을 때마다 상대 팀에게 치명적인 무기로 인식된다. 특히 빠른 발로 내야를 벗어나지 못하는 타구를 때리고도 1루에서 살아남는 모습을 많이 볼 수 있다.

## WBC경력

### 2006년
그는 “올림픽은 아마추어 선수가 출전하는 대회이다. 나는 프로 선수이기 때문에 올림픽에 참가하지 않겠다”는 의사를 밝혔고 단 한 차례도 올림픽에 참가하지 않았다.
그러던 2006년에 참가하게 되고, "이번 WBC에서 싸운 상대가 '앞으로 30년은 일본과 대적하기 힘들겠구나'하고 느낄 수 있도록 이기고 싶다"는 말을 남겼는데, 대한민국 기자들이 교묘히 말을 바꾸어 "앞으로 30년은 일본을 넘을 수 없다는 걸 보여주고 싶다"고 말했다는 식의 기사를 내면서 한국인들 사이에서는 '30년 망언,' '입치료' 등의 불명예스런 이미지를 갖게 되었다.
도쿄 돔에서 열린 1라운드 아시아 예선에서 기대 이하의 활약을 보였는데 특히 대한민국과의 경기에서는 그로서는 드물게 악송구를 기록하기도 하였다. 하지만 미국에서 열린 2라운드에서 명성에 걸맞은 활약을 보였으며 특히 미국과의 경기에서는 첫 회 선두 타자 홈런을 기록하기도 했다. 4강전에서 다시 만난 대한민국전에서 3안타를 기록했으며 쿠바와의 결승전에서는 적시타로 일본의 우승에 크게 기여했다.

### 2009년
결승전 이전까지 38타수 8안타 타율 .210을 기록할 정도로 다소 부진한 모습을 보였다. 그러나 미국과의 준결승전에서 네 번째 타석까지 범타로 물러난 그는 마지막 타석에서 안타 하나를 때려내어 부진 탈출에 대한 기대감을 가지게 하였고 결국 대한민국과의 결승전에서 6타수 4안타 2타점의 대활약을 하였다. 그가 이 경기에서 올린 2타점은 연장 10회까지 벌어진 경기 끝에 나온 결승 타점이라 더욱 의미가 컸다.

## 주요 경력

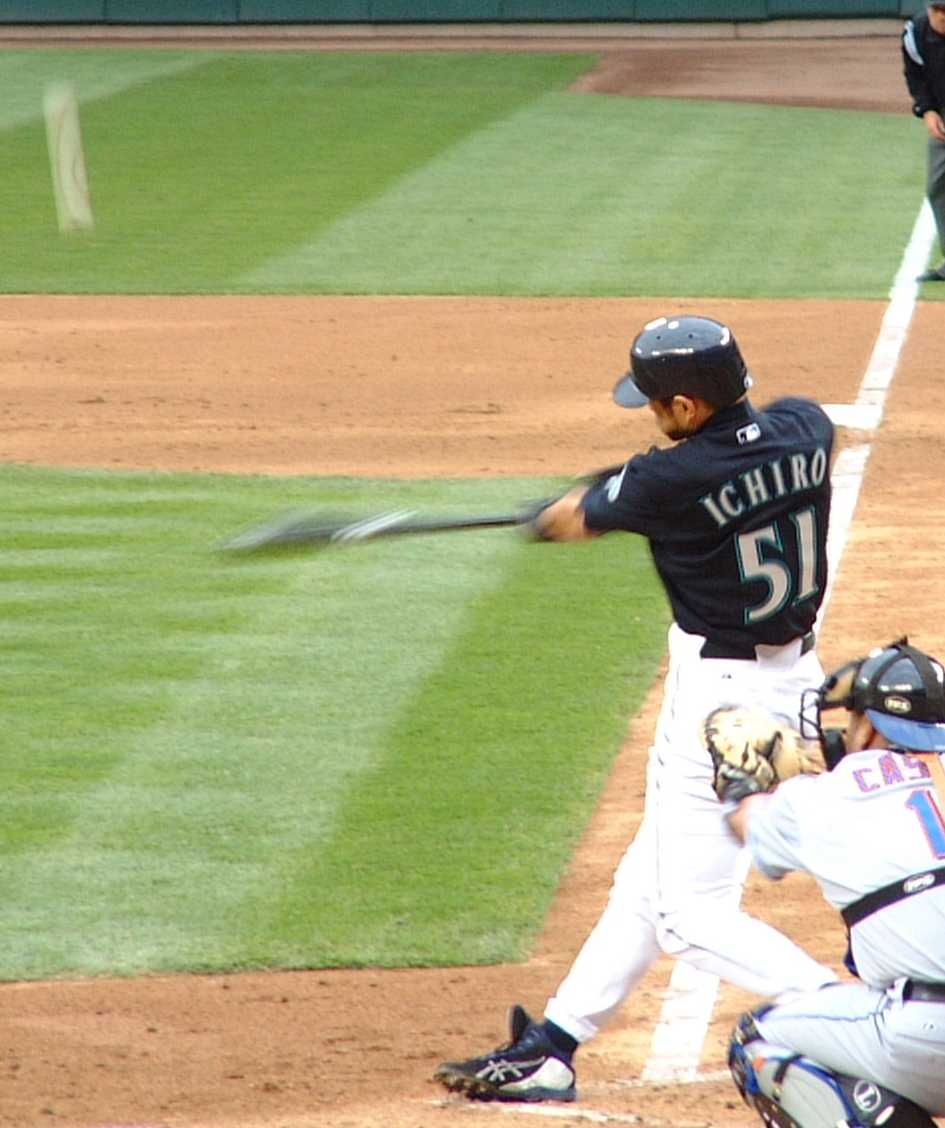
2005년 6월 17일 뉴욕 메츠와의 경기에서 홈런을 터뜨린 이치로

- 1991년: 신인 드래프트 4위로 오릭스 블루웨이브에 입단.
- 1992년: 주니어 올스타 게임 최우수 선수상 수상.
- 1994년: 선수 등록 이름을 가타카나 표기인 '이치로'(イチロー)로 바꾸고, 일본 프로 야구 사상 최초로 시즌 200안타 기록을 넘음, 시즌 최종 210안타.
- 1994년 ~ 1995년: 일본 야구계의 최고상인 쇼리키 마쓰타로상을 2년 연속 수상.
- 1994년 ~ 2000년: 7년 연속 퍼시픽 리그 타격왕에 등극.
- 2000년: 포스팅 시스템을 이용하여 메이저 리그인 시애틀 매리너스에 이적.
- 2001년
  - 아메리칸 리그 타격왕, 도루왕, 신인왕, 최우수 선수(MVP)를 연거푸 휩씀.
- 2004년
  - 5월 21일: 미국·일본 리그 통산 2000안타 달성.
  - 8월 26일: 메이저 리그 사상 최초로 입단 후 4년 연속 200안타 기록 달성.
  - 9월 2일: 일본인 선수로는 사상 처음으로 아메리칸 리그 월간 MVP(야수 부문)에 선정됨.
  - 10월 1일: 조지 시슬러의 단일 시즌 최다 안타 기록(257안타)을 84년 만에 갈아치움.
  - 10월 3일: 메이저 리그 사상 최고 기록 연간 262안타 기록을 달성하여 2004년 시즌 종료.
- 2005년
  - 6월 14일: 1900년 이후 3번째의 MLB 통산 1000안타 달성.
  - 11월: 5년 연속 골든 글러브 수상.
- 2006년
  - 제1회 월드 베이스볼 클래식 일본 대표팀 선수로 출전.
  - 6월 7일: 미일 통산 2500안타 달성.
  - 11월: 6년 연속 골든 글러브 수상.
- 2007년
  - 7년 연속 200안타 달성.
  - 7년 연속 골든 글러브, 2차례의 실버 슬러거상 수상.
- 2008년
  - 6월 13일: 미일 통산 500도루 달성.
  - 6월 16일: 8년 연속 30도루 달성.
  - 7월 3일: 미일 통산 1500득점 달성.
  - 7월 29일: 미일 통산 3000안타 달성.
  - 9월 17일: 8년 연속 200안타 달성.
  - 9월 26일: 8년 연속 100득점 달성.
- 2009년
  - 제2회 월드 베이스볼 클래식 일본 대표팀 선수로 출전.
- 2010년
  - 9월 24일: 메이저 리그 10년 연속 200안타 달성.

## 통산 기록

### 연도별 타격 성적
| 연 도         | 소 속         | 나 이         | 출 장 | 타 석 | 타 수 | 득 점 | 안 타 | 2 루 타 | 3 루 타 | 홈 런 | 타 점 | 도 루 | 도 실 | 볼 넷 | 삼 진 | 타 율 | 출 루 율 | 장 타 율 | O P S | 루 타 | 병 살 타 | 몸 맞 | 희 타 | 희 플 | 고 4 |
| ------------- | ------------- | ------------- | ----- | ----- | ----- | ----- | ----- | ------- | ------- | ----- | ----- | ----- | ----- | ----- | ----- | ----- | -------- | -------- | ----- | ----- | -------- | ----- | ----- | ----- | ---- |
| 1992          | 오릭스        | 19            | 40    | 99    | 95    | 9     | 24    | 5       | 0       | 0     | 5     | 3     | 2     | 3     | 11    | .253  | .276     | .305     | .581  | 29    | 0        | 0     | 1     | 0     | 0    |
| 1993          | 오릭스        | 20            | 43    | 67    | 64    | 4     | 12    | 2       | 0       | 1     | 3     | 0     | 2     | 2     | 7     | .188  | .212     | .266     | .478  | 17    | 2        | 0     | 1     | 0     | 0    |
| 1994          | 오릭스        | 21            | 130   | 616   | 546   | 111   | 210   | 41      | 5       | 13    | 54    | 29    | 7     | 51    | 53    | .385  | .445     | .549     | .994  | 300   | 3        | 10    | 7     | 2     | 8    |
| 1995          | 오릭스        | 22            | 130   | 613   | 524   | 104   | 179   | 23      | 4       | 25    | 80    | 49    | 9     | 68    | 52    | .342  | .432     | .544     | .976  | 285   | 7        | 18    | 0     | 3     | 17   |
| 1996          | 오릭스        | 23            | 130   | 611   | 542   | 104   | 193   | 24      | 4       | 16    | 84    | 35    | 3     | 56    | 57    | .356  | .422     | .504     | .926  | 273   | 8        | 9     | 0     | 4     | 13   |
| 1997          | 오릭스        | 24            | 135   | 607   | 536   | 94    | 185   | 31      | 4       | 17    | 91    | 39    | 4     | 62    | 36    | .345  | .414     | .519     | .933  | 275   | 10       | 4     | 0     | 5     | 14   |
| 1998          | 오릭스        | 25            | 135   | 558   | 506   | 79    | 181   | 36      | 3       | 13    | 71    | 11    | 4     | 43    | 35    | .358  | .414     | .518     | .932  | 262   | 21       | 7     | 0     | 2     | 15   |
| 1999          | 오릭스        | 26            | 103   | 468   | 411   | 80    | 141   | 27      | 2       | 21    | 68    | 12    | 1     | 45    | 46    | .343  | .412     | .572     | .984  | 235   | 5        | 7     | 0     | 5     | 15   |
| 2000          | 오릭스        | 27            | 105   | 459   | 395   | 73    | 153   | 22      | 1       | 12    | 73    | 21    | 1     | 54    | 36    | .387  | .460     | .539     | .999  | 213   | 3        | 4     | 0     | 6     | 16   |
| 2001          | SEA           | 28            | 157   | 738   | 692   | 127   | 242   | 34      | 8       | 8     | 69    | 56    | 14    | 30    | 53    | .350  | .381     | .457     | .838  | 316   | 3        | 8     | 4     | 4     | 10   |
| 2002          | SEA           | 29            | 157   | 728   | 647   | 111   | 208   | 27      | 8       | 8     | 51    | 31    | 15    | 68    | 62    | .321  | .388     | .425     | .813  | 275   | 8        | 5     | 3     | 5     | 27   |
| 2003          | SEA           | 30            | 159   | 725   | 679   | 111   | 212   | 29      | 8       | 13    | 62    | 34    | 8     | 36    | 69    | .312  | .352     | .436     | .788  | 296   | 3        | 6     | 3     | 1     | 7    |
| 2004          | SEA           | 31            | 161   | 762   | 704   | 101   | 262   | 24      | 5       | 8     | 60    | 36    | 11    | 49    | 63    | .372  | .414     | .455     | .869  | 320   | 6        | 4     | 2     | 3     | 19   |
| 2005          | SEA           | 32            | 162   | 739   | 679   | 111   | 206   | 21      | 12      | 15    | 68    | 33    | 8     | 48    | 66    | .303  | .350     | .436     | .786  | 296   | 5        | 4     | 2     | 6     | 23   |
| 2006          | SEA           | 33            | 161   | 752   | 695   | 110   | 224   | 20      | 9       | 9     | 49    | 45    | 2     | 49    | 71    | .322  | .370     | .416     | .786  | 289   | 2        | 5     | 1     | 2     | 16   |
| 2007          | SEA           | 34            | 161   | 736   | 678   | 111   | 238   | 22      | 7       | 6     | 68    | 37    | 8     | 49    | 77    | .351  | .396     | .431     | .827  | 292   | 7        | 3     | 4     | 2     | 13   |
| 2008          | SEA           | 35            | 162   | 749   | 686   | 103   | 213   | 20      | 7       | 6     | 42    | 43    | 4     | 51    | 65    | .310  | .361     | .386     | .747  | 265   | 8        | 5     | 3     | 4     | 12   |
| 2009          | SEA           | 36            | 146   | 678   | 639   | 88    | 225   | 31      | 4       | 11    | 46    | 26    | 9     | 32    | 71    | .352  | .386     | .465     | .851  | 297   | 1        | 4     | 2     | 1     | 15   |
| 2010          | SEA           | 37            | 162   | 732   | 680   | 74    | 214   | 30      | 3       | 6     | 43    | 42    | 9     | 45    | 86    | .315  | .359     | .394     | .754  | 268   | 3        | 3     | 3     | 1     | 13   |
| 2011          | SEA           | 38            | 161   | 721   | 677   | 80    | 184   | 22      | 3       | 5     | 47    | 40    | 7     | 39    | 69    | .272  | .310     | .335     | .645  | 227   | 11       | 0     | 1     | 4     | 13   |
| 2012          | SEA           | 39            | 95    | 423   | 402   | 49    | 105   | 15      | 5       | 4     | 28    | 15    | 2     | 17    | 40    | .261  | .288     | .353     | .642  | 142   | 10       | 0     | 0     | 4     | 4    |
| 2012          | NYY           | 39            | 67    | 240   | 227   | 28    | 73    | 13      | 1       | 5     | 27    | 14    | 5     | 5     | 21    | .322  | .340     | .454     | .794  | 103   | 2        | 2     | 5     | 1     | 1    |
| 12합          | NYY           | 39            | 162   | 663   | 629   | 77    | 178   | 28      | 6       | 9     | 55    | 29    | 7     | 22    | 61    | .283  | .307     | .390     | .696  | 245   | 12       | 2     | 5     | 5     | 5    |
| 2013          | NYY           | 40            | 150   | 555   | 520   | 57    | 136   | 15      | 3       | 7     | 35    | 20    | 4     | 26    | 63    | .262  | .297     | .342     | .639  | 178   | 6        | 1     | 6     | 2     | 4    |
| 2014          | NYY           | 41            | 143   | 385   | 359   | 42    | 102   | 13      | 2       | 1     | 22    | 15    | 3     | 21    | 68    | .284  | .324     | .340     | .664  | 122   | 3        | 1     | 2     | 2     | 1    |
| 2015          | MIA           | 42            | 153   | 438   | 398   | 45    | 91    | 5       | 6       | 1     | 21    | 11    | 5     | 31    | 51    | .229  | .282     | .279     | .561  | 111   | 8        | 0     | 5     | 4     | 1    |
| 2016          | MIA           | 43            | 143   | 365   | 327   | 48    | 95    | 15      | 5       | 1     | 22    | 10    | 2     | 30    | 42    | .291  | .354     | .376     | .730  | 123   | 4        | 3     | 3     | 2     | 1    |
| 2017          | MIA           | 44            | 136   | 215   | 196   | 19    | 50    | 6       | 0       | 3     | 20    | 1     | 1     | 17    | 35    | .259  | 3.18     | 3.32     | .650  |       |          |       |       |       |      |
| 2018          | SEA           | 45            | 15    | 47    | 44    | 5     | 9     | 0       | 0       | 0     | 0     | 0     | 0     | 3     | 7     | .205  | .255     | .205     | .460  |       |          |       |       |       |      |
| 2019          | SEA           | 46            | 2     | 6     | 5     | 0     | 0     | 0       | 0       | 0     | 0     | 0     | 0     | 1     | 1     | .000  | .167     | .000     | .167  |       |          |       |       |       |      |
| NPB 통산: 9년 | NPB 통산: 9년 | NPB 통산: 9년 | 951   | 4098  | 3619  | 529   | 1278  | 211     | 23      | 118   | 628   | 199   | 33    | 384   | 333   | .353  | .421     | .522     | .943  | 1889  | 59       | 59    | 9     | 27    | 98   |
| MLB 통산:18년 | MLB 통산:18년 | MLB 통산:18년 | 2653  | 10734 | 9689  | 1420  | 3089  | 362     | 96      | 117   | 780   | 509   | 116   | 648   | 1080  | .311  | .355     | .402     | .757  | 3920  | 90       | 54    | 49    | 48    | 180  |

- 시즌 기록 중 굵은 글씨는 해당 시즌 최고 기록, 빨간 글씨는 MLB 역사상 최고 기록

### 연도별 수비 성적
| 연도       | 소속       | LF   | LF   | LF   | LF   | LF   | LF     | CF   | CF   | CF   | CF   | CF   | CF     | RF   | RF   | RF   | RF   | RF   | RF     | OF   | OF   | OF   | OF   | OF   | OF     |
| 연도       | 소속       | 경기 | 척살 | 보살 | 실책 | 병살 | 수비율 | 경기 | 척살 | 보살 | 실책 | 병살 | 수비율 | 경기 | 척살 | 보살 | 실책 | 병살 | 수비율 | 경기 | 척살 | 보살 | 실책 | 병살 | 수비율 |
| ---------- | ---------- | ---- | ---- | ---- | ---- | ---- | ------ | ---- | ---- | ---- | ---- | ---- | ------ | ---- | ---- | ---- | ---- | ---- | ------ | ---- | ---- | ---- | ---- | ---- | ------ |
| 1992       | 오릭스     | -    | -    | -    | -    | -    | -      | -    | -    | -    | -    | -    | -      | -    | -    | -    | -    | -    | -      | 34   | 50   | 0    | 0    | 0    | 1.000  |
| 1993       | 오릭스     | -    | -    | -    | -    | -    | -      | -    | -    | -    | -    | -    | -      | -    | -    | -    | -    | -    | -      | 32   | 34   | 1    | 0    | 0    | 1.000  |
| 1994       | 오릭스     | -    | -    | -    | -    | -    | -      | -    | -    | -    | -    | -    | -      | -    | -    | -    | -    | -    | -      | 130  | 261  | 10   | 5    | 3    | .982   |
| 1995       | 오릭스     | -    | -    | -    | -    | -    | -      | -    | -    | -    | -    | -    | -      | -    | -    | -    | -    | -    | -      | 130  | 262  | 14   | 2    | 5    | .993   |
| 1996       | 오릭스     | -    | -    | -    | -    | -    | -      | -    | -    | -    | -    | -    | -      | -    | -    | -    | -    | -    | -      | 130  | 277  | 8    | 2    | 3    | .993   |
| 1997       | 오릭스     | -    | -    | -    | -    | -    | -      | -    | -    | -    | -    | -    | -      | -    | -    | -    | -    | -    | -      | 135  | 269  | 7    | 2    | 2    | .993   |
| 1998       | 오릭스     | -    | -    | -    | -    | -    | -      | -    | -    | -    | -    | -    | -      | -    | -    | -    | -    | -    | -      | 135  | 245  | 12   | 3    | 4    | .988   |
| 1999       | 오릭스     | -    | -    | -    | -    | -    | -      | -    | -    | -    | -    | -    | -      | -    | -    | -    | -    | -    | -      | 103  | 196  | 9    | 0    | 1    | 1.000  |
| 2000       | 오릭스     | -    | -    | -    | -    | -    | -      | -    | -    | -    | -    | -    | -      | -    | -    | -    | -    | -    | -      | 105  | 218  | 5    | 4    | 1    | .982   |
| 2001       | SEA        | -    | -    | -    | -    | -    | -      | -    | -    | -    | -    | -    | -      | 152  | 335  | 8    | 1    | 2    | .997   | 152  | 335  | 8    | 1    | 2    | .997   |
| 2002       | SEA        | -    | -    | -    | -    | -    | -      | 3    | 8    | 0    | 0    | 0    | 1.000  | 150  | 325  | 8    | 3    | 0    | .991   | 152  | 333  | 8    | 3    | 0    | .991   |
| 2003       | SEA        | -    | -    | -    | -    | -    | -      | -    | -    | -    | -    | -    | -      | 159  | 337  | 12   | 2    | 4    | .994   | 159  | 337  | 12   | 2    | 4    | .994   |
| 2004       | SEA        | -    | -    | -    | -    | -    | -      | -    | -    | -    | -    | -    | -      | 158  | 372  | 12   | 3    | 2    | .992   | 158  | 372  | 12   | 3    | 2    | .992   |
| 2005       | SEA        | -    | -    | -    | -    | -    | -      | -    | -    | -    | -    | -    | -      | 158  | 381  | 10   | 2    | 2    | .995   | 158  | 381  | 10   | 2    | 2    | .995   |
| 2006       | SEA        | -    | -    | -    | -    | -    | -      | 39   | 114  | 1    | 1    | 0    | .991   | 121  | 250  | 8    | 2    | 3    | .992   | 159  | 364  | 9    | 3    | 3    | .992   |
| 2007       | SEA        | -    | -    | -    | -    | -    | -      | 155  | 424  | 8    | 1    | 3    | .998   | -    | -    | -    | -    | -    | -      | 155  | 424  | 8    | 1    | 3    | .998   |
| 2008       | SEA        | -    | -    | -    | -    | -    | -      | 69   | 195  | 4    | 1    | 1    | .995   | 91   | 175  | 7    | 4    | 1    | .978   | 160  | 370  | 11   | 5    | 2    | .987   |
| 2009       | SEA        | -    | -    | -    | -    | -    | -      | -    | -    | -    | -    | -    | -      | 145  | 317  | 5    | 4    | 2    | .988   | 145  | 317  | 5    | 4    | 2    | .988   |
| 2010       | SEA        | -    | -    | -    | -    | -    | -      | -    | -    | -    | -    | -    | -      | 160  | 354  | 7    | 4    | 1    | .989   | 160  | 354  | 7    | 4    | 1    | .989   |
| 2011       | SEA        | -    | -    | -    | -    | -    | -      | -    | -    | -    | -    | -    | -      | 151  | 263  | 7    | 4    | 5    | .985   | 151  | 263  | 7    | 4    | 5    | .985   |
| 2012       | SEA        | -    | -    | -    | -    | -    | -      | -    | -    | -    | -    | -    | -      | 93   | 198  | 3    | 1    | 0    | .995   | 93   | 198  | 3    | 1    | 0    | .995   |
| 2012       | NYY        | 35   | 50   | 0    | 0    | 0    | 1.000  | 7    | 10   | 1    | 0    | 0    | 1.000  | 39   | 41   | 1    | 0    | 0    | 1.000  | 63   | 101  | 2    | 0    | 0    | 1.000  |
| '12 소계   | SEA·NYY    | 35   | 50   | 0    | 0    | 0    | 1.000  | 7    | 10   | 1    | 0    | 0    | 1.000  | 132  | 239  | 4    | 1    | 0    | .996   | 156  | 299  | 5    | 1    | 0    | .997   |
| NPB: 9년   | NPB: 9년   | -    | -    | -    | -    | -    | -      | -    | -    | -    | -    | -    | -      | -    | -    | -    | -    | -    | -      | 934  | 1812 | 66   | 18   | 19   | .991   |
| MLB: 12년  | SEA        | -    | -    | -    | -    | -    | -      | 266  | 741  | 13   | 3    | 4    | .996   | 1538 | 3307 | 87   | 30   | 22   | .991   | 1802 | 4048 | 100  | 33   | 26   | .992   |
| MLB: 12년  | NYY        | 35   | 50   | 0    | 0    | 0    | 1.000  | 7    | 10   | 1    | 0    | 0    | 1.000  | 39   | 41   | 1    | 0    | 0    | 1.000  | 63   | 101  | 2    | 0    | 0    | 1.000  |
| MLB: 12년  | MLB 합계   | 35   | 50   | 0    | 0    | 0    | 1.000  | 273  | 751  | 14   | 3    | 4    | .996   | 1577 | 3348 | 88   | 30   | 22   | .991   | 1865 | 4149 | 102  | 33   | 26   | .992   |
| 통산: 21년 | 통산: 21년 | -    | -    | -    | -    | -    | -      | -    | -    | -    | -    | -    | -      | -    | -    | -    | -    | -    | -      | 2799 | 5961 | 168  | 51   | 45   | .992   |

- 각 연도의 굵은 글씨는 시즌 최고 성적.
- 2002년, 2006년, 2012년은 경기 도중에 수비 위치 변경을 하고 있는 것부터 경기 수의 합계는 일치하고 있지 않다.
- 1999년 6월 13일의 다이에(현재의 소프트뱅크)전에서는 경기 도중에 출전하면서 3루를 지켰다. 수비 기회는 땅볼을 1개와 보살 1개를 기록했다.

### 출신 학교
- 아이치 공업대학 메이덴고등학교

### 선수 경력
NPB
- 오릭스 블루웨이브(1992년 ~ 2000년)

MLB
- 시애틀 매리너스(2001년 ~ 2012년)
- 뉴욕 양키스(2012년 ~ 2014년)
- 마이애미 말린스(2015년 ~2017년 )
- 시애틀 매리너스(2018년 ~2019년 )

국가 대표 경력
- 월드 베이스볼 클래식 일본 국가대표팀(2006년, 2009년)

### 수상·타이틀 경력

#### NPB

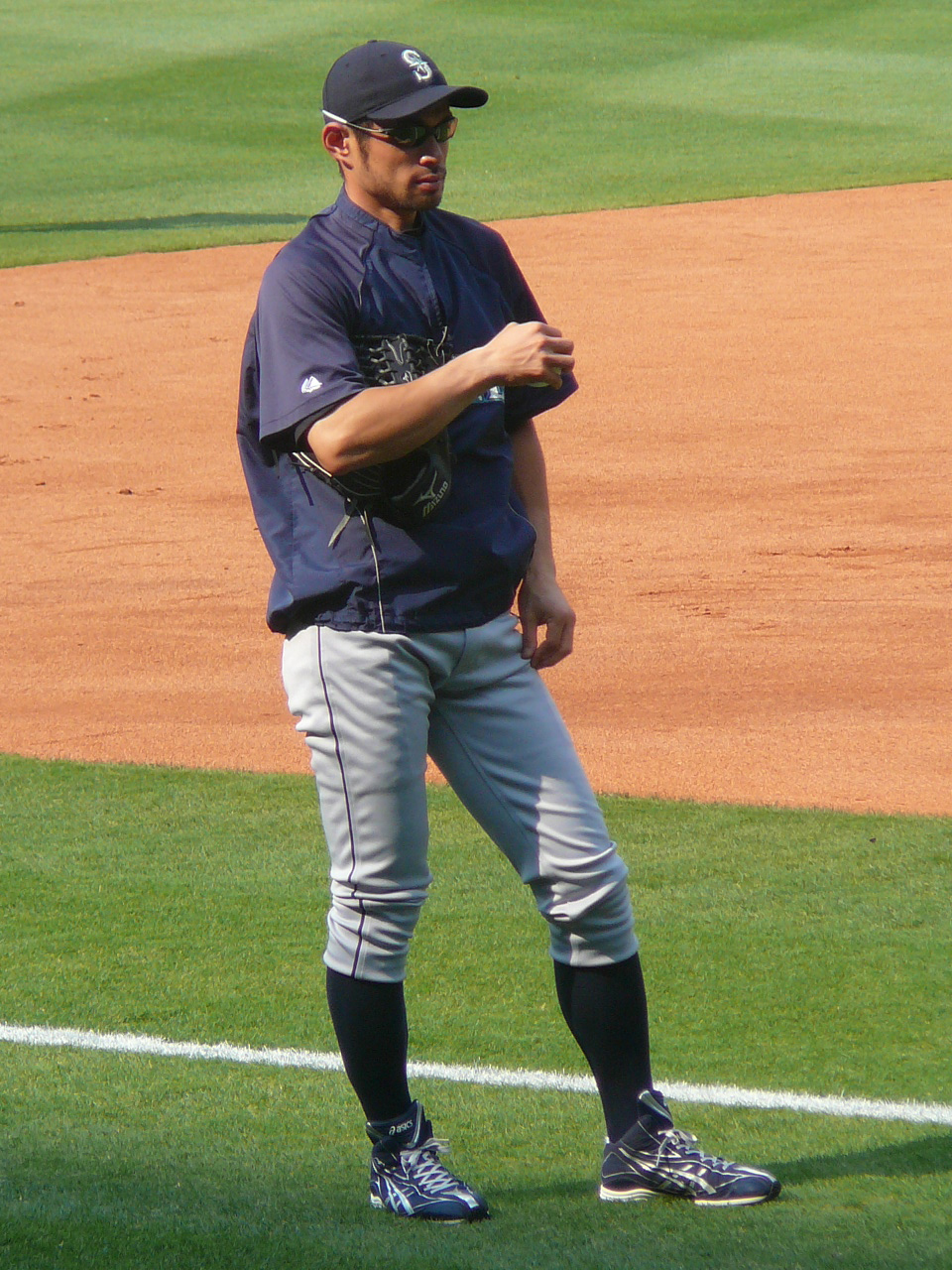
이치로

- 수위 타자: 7회(1994년 ~ 2000년)
- 타점왕: 1회(1995년)
- 득점왕: 4회(1994년 ~ 1997년)
- 도루왕: 1회(1995년)[4]
- 최다 안타: 5회(1994년 ~ 1998년)
- 최고 출루율: 5회(1994년 ~ 1996년, 1999년, 2000년)
- 쇼리키 마쓰타로상: 3회(1994년, 1995년, 2004년)[5]
- MVP: 3회(1994년 ~ 1996년)
- 베스트 나인: 7회(1994년 ~ 2000년)
- 골든 글러브상: 7회(1994년 ~ 2000년)
- IBM 플레이어오브더이어상: 4회(1994년 ~ 1997년)
- 커미셔너 특별 수상(1994년)
- 퍼시픽 리그 특별 수상: 6회(1994년, 1995년, 1997년 ~ 2000년)[6]
- 센트럴 리그 특별 수상: 1회(1994년)
- 월간 MVP: 10회(1994년 6월·8월, 1995년 6월, 1996년 8월, 1997년 6월, 1998년 6월·7월, 1999년 5월·7월, 2000년 7월)
- 일본 시리즈 우수 선수상: 1회(1996년)
- 주니어 올스타 게임 MVP(1992년)
- 올스타전 신인상(1994년)
- 올스타전 우수 선수: 7회(1995년 제1차전, 1996년 제1차전·제3차전, 1997년 제2차전, 1999년 제1차전, 2000년 제2차전·제3차전)
- 퍼시픽 리그 올스타 동서 대항 MVP: 1회(1995년)
- 미일 야구 시리즈 수훈 선수: 1회(1998년)
- 꽃의 퍼시픽 리그 대상: 3회(1994년 ~ 1995년, 1998년)
- 센추리 베스트 나인(외야수)

#### MLB
시즌 타이틀
- 신인왕(2001년)
- MVP: 1회(2001년)
- 수위 타자: 2회(2001년, 2004년)
- 최다 안타: 7회(2001년, 2004년, 2006년 ~ 2010년)
- 도루왕: 1회(2001년)
- 실버 슬러거상: 3회(2001년, 2007년, 2009년)
- 골든 글러브상: 10회(2001년 ~ 2010년)

월간·주간 타이틀 / 기타
- 아메리칸 리그 월간 신인 MVP: 4회(2001년 4월·5월·8월·9월)
- 아메리칸 리그 월간 MVP: 1회(2004년 8월)
- 아메리칸 리그 주간 MVP: 4회(2004년 8월 2일 ~ 8월 8일, 2005년 5월 29일 ~ 6월 4일, 2010년 9월 20일 ~ 9월 26일, 2012년 9월 17일 ~ 9월 23일)
- 올스타 MVP: 1회(2007년)
- 시애틀 매리너스 구단 MVP: 5회(2001년, 2004년, 2007년, 2009년, 2010년)
- 커미셔너 특별 수상(2005년 4월 22일)[7]
- 플레이어스 초이스상
  - 아메리칸 리그 최우수 신인(2001년)
  - 아메리칸 리그 최우수 선수: 1회(2004년)
- 필딩바이블 어워드: 3회(2006년, 2009년 ~ 2010년)
- MLB.com This Year in Baseball Awards
  - Defensive Player of the Year: 1회(2005년)
  - Dependable Player of the Year: 1회(2010년)
- Topps 루키 올스타팀(2001년)
- Baseball Digest 루키 올스타팀(2001년)
- The Sporting News
  - 아메리칸 리그 최우수 신인(2001년)
  - 아메리칸 리그 올스타 팀: 4회(2001년, 2004년, 2007년, 2009년)
- Baseball America
  - 1st-Team Major League All-Stars(2001년)
  - 2nd-Team Major League All-Stars(2004년)
- Negro Leagues Baseball Museum
  - Buck Leonard Legacy Award(2001년, 2004년)[8]
  - James Cool Papa Bell Award(2001년)[8]
  - Larry Doby Legend Award(2001년)[8]

연간(2000년 ~ 2009년) 선정·평가
- 연간 올스타팀
  - The Sporting News All-Decade team(외야수)[9]
  - Yahoo! Sports All-Decade team(중견수)[10]
  - ESPN All-Decade team(우익수)[11]
  - ESPN Gold Glovers of the decade(우익수)[12]
- 연간 베스트 선수
  - ESPN Top 100 players of the decade(제5위)[13]
  - MLB-network Top 9 players of the decade(제6위)
  - MLB-network Top 9 outfielders of the decade(제3위)
  - HeraldNet Top 10 Mariners of the Decade(제1위)[14]

#### 기타
- 문부과학성 스포츠 공로자 수상: 3회(1999년, 2006년, 2009년)
- 아이치현 지사 수상 특별 수상(1994년)
- 효고현 지사 수상 스포츠 우수 선수 특별상(1994년)
- 고베시 스포츠 특별상(1994년)
- 도요야마정민 영예상(1994년)
- 기쿠치칸상(2001년)
- 일본 프로 스포츠 대상
  - 대상: 3회(1994년, 1995년, 2001년)
  - 수훈상: 2회(1996년, 1998년)
- 호치 프로 스포츠 대상
  - 야구 부문(퍼시픽 리그): 4회(1994년 ~ 1996년, 1998년)
  - 특별상: 1회(2004년)
- 마이니치 스포츠인 상
  - 그랑프리: 2회(1994년, 1995년)
  - 팬상: 1회(2001년)
- 아사히 스포츠상: 3회(1994년, 2001년, 2009년)[15]
- 새로운 말·유행어 대상 연간 대상: 1회(1994년)
- 골든 애로상 화제상: 2회(1994년 ~ 1995년)
- 베스트 스마일 오브 더 이어(1994년)
- 일본 페어플레이상(1994년)
- 간사이 스포츠상 특별상(1998년)
- 2006년 월드 베이스볼 클래식 우수 선수(외야수 부문)

### 주요 기록

#### NPB
첫 기록·기록 달성 경력
- 첫 출장: 1992년 7월 11일, 대 후쿠오카 다이에 호크스 17차전(헤이와다이 구장), 2회말에 무라카미 신이치를 대신해 좌익수로서 출장
- 첫 선발 출장: 1992년 7월 12일, 대 후쿠오카 다이에 호크스 18차전(헤이와다이 구장), 9번·좌익수로서 선발 출장
- 첫 안타: 상동, 5회초에 기무라 게이지로부터 우전 안타
- 첫 도루: 1992년 7월 26일, 대 후쿠오카 다이에 호크스 21차전(그린 스타디움 고베), 6회말에 2루 안착(투수: 스기모토 다다시, 포수: 요시나가 고이치로)
- 첫 타점: 1992년 8월 14일, 대 닛폰햄 파이터스 18차전(도쿄 돔), 5회초에 야마모리 마사후미의 대타로서 출장, 우치야마 마사히로로부터 적시 2루타
- 첫 홈런: 1993년 6월 12일, 대 긴테쓰 버펄로스 8차전(나가오카 시 유큐잔 야구장), 8회초에 노모 히데오로부터 우월 솔로 홈런
- 통산 1000안타: 1999년 4월 20일, 대 닛폰햄 파이터스 1차전(도쿄 돔), 9회초에 가네무라 사토루로부터 우중간에 2점 홈런 ※역대 194번째(757경기째에서의 달성은 사상 최고 속도)
- 통산 100홈런: 1999년 7월 6일, 대 세이부 라이온스 15차전(그린 스타디움 고베), 9회말에 마쓰자카 다이스케로부터 중월 솔로 홈런 ※역대 205번째

시즌 기록
- 시즌 타율 3할 8푼 이상: 2회(1994년, 2000년)
- 시즌 타율 3할 7푼 이상: 2회(1994년, 2000년)[16]
- 시즌 타율 3할 5푼 이상: 4회(1994년, 1996년, 1998년, 2000년)
- 시즌 타율 3할 4푼 이상: 7회(1994년 ~ 2000년)
- 시즌 복수 안타 경기: 69(1994년)
- 시즌 연속 경기 출루: 69경기(1994년 5월 21일 ~ 8월 26일)
- 시즌 연속 타석 무삼진: 216(1997년 4월 16일 ~ 6월 24일)
- 20경기 이상 연속 안타: 4회(1994년 2회, 1999년, 2000년)
- 통산 도루 성공률: .858(199개 도루 성공, 33개 도루 실패) ※100개 도루 이상
- 1경기 4개 2루타: 1994년 9월 11일, 대 긴테쓰 버펄로스 24차전(후지이데라 구장) ※타이 기록
- 수위타자: 7회(1994년 ~ 2000년) ※하리모토 이사오와 타이 기록
- 양대 리그 최다 안타: 5회(1994년 ~ 1998년)
- IBM 플레이어오브더이어상: 3회(1995년 ~ 1997년) ※야수로서 마쓰이 히데키와 타이 기록
- 전 이닝 출장 수위타자(1995년) ※1969년 오 사다하루에 뒤를 이은 역대 두 번째
- 7년 연속 타율 3할 4푼 이상의 수위타자(1994년 ~ 2000년)
- 7년 연속 수위타자(1994년 ~ 2000년)
- 5년 연속 전 경기 출장 수위타자(1994년 ~ 1998년)
- 5년 연속 양대 리그 최다 안타(1994년 ~ 1998년)
- 3년 연속 시즌 MVP(1994년 ~ 1996년) ※야마다 히사시와 타이 기록이며, 야수로서는 가장 유일함
- 4년 연속 IBM 플레이어오브더이어상 수상(1994년 ~ 1997년)
- 2년 연속 쇼리키 마쓰타로상 수상(1994년 ~ 1995년)
- 6년 연속 만루 홈런(1995년 ~ 2000년) ※고마다 노리히로와 타이 기록
- 월간 안타: 48(1996년 8월)
- 월간 MVP: 10회

퍼시픽 리그 기록

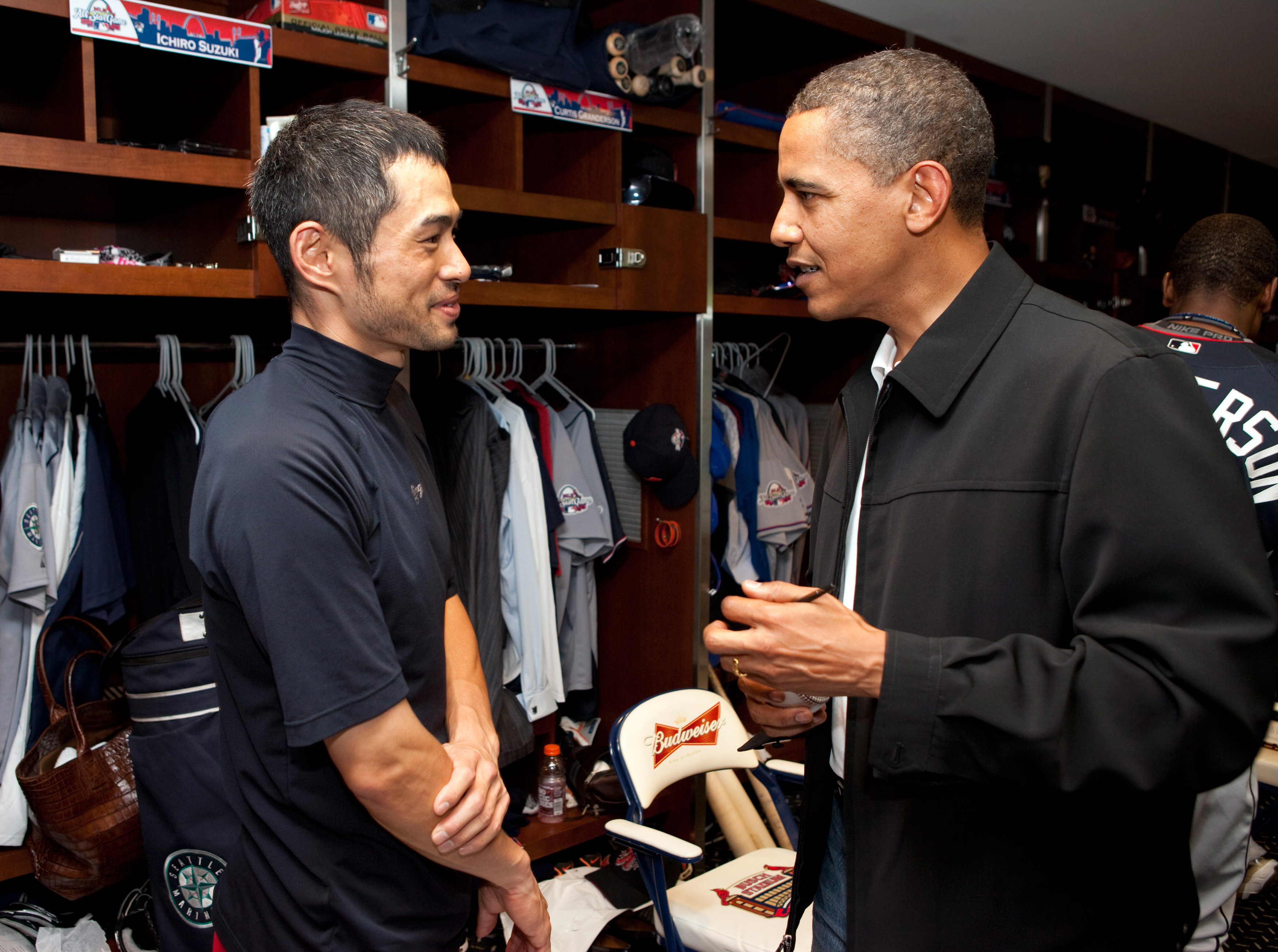
버락 오바마 미국 대통령(오른쪽)과 얘기를 나누고 있는 모습

- 시즌 안타: 210안타(1994년) ※일본 프로 야구 역대 2위, 달성 당시에는 일본 프로 야구 기록
- 시즌 타율: .387(2000년) ※일본 프로 야구 역대 2위
- 시즌 첫회 선두 타자 홈런: 5개(1995년) ※타이 기록, 달성 당시에는 일본 프로 야구 타이 기록
- 시즌 1경기 4개 안타: 8회(1996년) ※달성 당시에는 일본 프로 야구 기록
- 최다 안타: 5회(1994년 ~ 1998년) ※나가시마 시게오, 가와카미 데쓰하루에 뒤를 이은 일본 프로 야구 역대 3위 기록이며, 정식 타이틀로 제정된 이후에는 일본 프로 야구 기록
- 최다 단타: 3회(1994년 ~ 1996년) ※타이 기록
- 퍼시픽 리그 특별 수상: 6회(1994년 ~ 1995년, 1997년 ~ 2000년)
- 7년 연속 출루율 4할대 이상(1994년 ~ 2000년)
- 6년 연속 최다 고의사구(1995년 ~ 2000년)
- 5년 연속 최다 안타(1994년 ~ 1998년) ※나가시마 시게오에 뒤를 이은 일본 프로 야구 역대 2위 기록이며, 정식 타이틀로 제정 이후에는 일본 프로 야구 기록
- 3년 연속 최다 단타(1994년 ~ 1996년) ※곤도 가즈히코에 뒤를 이은 일본 프로 야구 역대 2위 타이 기록
- 3년 연속 100득점(1994년 ~ 1996년) ※후쿠모토 유타카와의 타이 기록
- 4년 연속 퍼시픽 리그 특별 수상(1997년 ~ 2000년) ※노모 히데오와 기록

구단 기록
- 통산 고의 사구: 98개(1992년 ~ 2000년)
- 시즌 맹타상: 26회(1996년) ※일본 프로 야구 역대 2위 기록이며, 달성 당시에는 일본 프로 야구 기록
- 시즌 단타: 151(1994년) ※달성 당시에는 일본 프로 야구 기록
- 시즌 출루율: .4596(2000년)
- 시즌 MVP: 3회(1994년 ~ 1996년) ※야마다 히사시와 타이 기록이며, 노무라 가쓰야에 뒤를 이은 퍼시픽 리그 역대 2위 타이
- 최다 루타: 3회(1994년 ~ 1996년) ※타이 기록이며, 노무라 가쓰야에 뒤를 이은 퍼시픽 리그 역대 2위
- 최고 출루율: 5회(1994년 ~ 1996년, 1999년 ~ 2000년) ※정식 타이틀로 제정된 이후의 구단 기록이며 하리모토 이사오에 뒤를 이은 퍼시픽 리그 역대 2위
- 출루율 4할대 이상: 7회(1994년 ~ 2000년) ※하리모토 이사오에 뒤를 이은 퍼시픽 리그 역대 2위.
- 7년 연속 베스트 나인(1994년 ~ 2000년) ※후쿠모토 유타카와 타이 기록.
- 3년 연속 최고 출루율(1994년 ~ 1996년) ※정식 타이틀로 제정된 이후의 구단 기록이며 하리모토 이사오에 뒤를 이은 퍼시픽 리그 역대 2위 타이
- 3년 연속 최다 루타(1994년 ~ 1996년) ※노무라 가쓰야에 뒤를 이은 퍼시픽 리그 역대 2위
- 연속 경기 출장: 763경기(1994년 4월 9일 ~ 1999년 8월 24일) ※퍼시픽 리그 역대 5위, 1994년 6월 24일부터 1996년 4월 11일까지는 212경기 연속 전이닝 출장

기타
- 올스타전 출장: 7회(1994년 ~ 2000년)
- 올스타전 연간 득표수: 1,346,504표(1999년) ※퍼시픽 리그 기록이며 달성 당시에는 올스타전 기록
- 6년 연속 올스타전 최다 득표(1995년 ~ 2000년) ※올스타전 타이 기록이며, 6년 연속으로 양대 리그를 통한 최다 득표는 올스타전 기록
- 올스타전 통산 타율: .394(71타수 28안타) ※올스타전 기록, 50타수 이상
- 올스타전 연속 경기 안타: 11안타(1996년 제3차전 ~ 2000년 제3차전) ※올스타전 기록
- 올스타전 연속 타석 안타: 5 ※올스타전 기록
- 올스타전 연속 경기 풀 이닝 출장: 17(1994년 제1차전 ~ 2000년 제3차전) ※올스타전 기록
- 시즌 사구: 18개(1995년) ※달성 당시에는 퍼시픽 리그 기록.
- 최다 득점: 4회(1994년 ~ 1997년) ※후쿠모토 유타카에 뒤를 이은 퍼시픽 리그 역대 2위
- 4년 연속 최다 득점(1994년 ~ 1997년) ※후쿠모토 유타카에 뒤를 이은 퍼시픽 리그 역대 2위
- 3년 연속 득점권 타율 리그 1위(1996년 ~ 1998년)
- 연속 경기 안타: 23개(1994년 5월 21일 ~ 6월 21일, 7월 13일 ~ 8월 14일)
- 연속 경기 2루타: 5개(1996년 9월 18일 ~ 9월 24일)
- 연속 경기 복수 안타: 8개(1998년, 1999년)
- 연속 경기 득점: 11득점(1995년 5월 30일 ~ 6월 11일)
- 연속 타석 출루: 11(1994년 6월 22일 ~ 6월 25일)
- 2경기 연속 무안타 없음: 130경기
- 외야수 최다 보살: 2회(1995년, 1998년)

#### MLB
시즌 기록
- 시즌 안타: 262안타(2004년)[17]
- 시즌 단타: 225개(2004년) ※윌리 킬러의 기록을 106년 만에 경신
- 시즌 200안타·100득점·30도루: 8회(2001년 ~ 2008년) ※7회를 달성한 시점에서 윌리 킬러의 기록을 107년만에 경신
- 시즌 200안타·100득점: 8회(2001년 ~ 2008년) ※윌리 킬러, 루 게릭과 타이 기록
- 시즌 200안타·30도루: 9회(2001년 ~ 2008년, 2010년) ※8회를 달성한 시점에서 타이 콥의 기록을 92년만에 경신
- 시즌 240안타 이상: 2회(2001년, 2004년) ※조지 시슬러와 타이 기록
- 시즌 230안타 이상: 3회(2001년, 2004년, 2007년) ※로저스 혼즈비, 조지 시슬러의 기록을 85년 만에 경신
- 시즌 220안타 이상: 5회(2001년, 2004년, 2006년, 2007년, 2009년) ※제시 버켓의 기록을 108년 만에 경신
- 시즌 210안타 이상: 8회(2001년, 2003년, 2004년, 2006년 ~ 2010년) ※타이 콥의 기록을 86년 만에 경신
- 시즌 200안타 이상: 10회(2001년 ~ 2010년) ※피트 로즈와 타이 기록
- 시즌 200단타 이상: 2회(2004년, 2007년) ※윌리 킬러의 기록을 109년만에 경신
- 시즌 5개 안타를 때린 경기: 4회(2004년) ※윌리 킬러, 타이 콥, 스탠 뮤지얼, 토니 그윈과 타이 기록
- 시즌 월간 50안타: 3회(2004년 5월·7월·8월)
- 시즌 안타 경기수: 135(2001년) ※로저스 혼스비, 척 클레인, 웨이드 보그스, 데릭 지터와 타이 기록
- 원정 경기 시즌 안타: 145(2004년)
- 최다 단타: 10회(2001년 ~ 2010년) ※9회를 달성한 시점에서 넬리 폭스의 기록을 49년 만에 경신
- 양대 리그 최다 단타: 9회(2001년, 2002년, 2004년 ~ 2010년) ※7회를 달성한 시점에서 타이 콥의 기록을 91년 만에 경신
- 양대 리그 최다 안타: 7회(2001년, 2004년, 2006년 ~ 2010년) ※타이 콥, 피트 로즈와 타이 기록
- 최다 타수: 8회(2001년, 2004년 ~ 2008년, 2010년 ~ 2011년) ※타이 기록
- 2개월 연속 월간 50안타(2004년 7월 ~ 8월) ※타이 기록
- 데뷔 이래 10년 연속 200안타(2001년 ~ 2010년)
- 10년 연속 200안타(2001년 ~ 2010년) ※9년 연속으로 달성한 시점에서 윌리 킬러의 기록을 108년 만에 경신
- 8년 연속 200안타·100득점·30도루(2001년 ~ 2008년) ※5년 연속으로 달성한 시점에서 윌리 킬러의 기록을 108년 만에 경신
- 8년 연속 200안타·100득점(2001년 ~ 2008년) ※윌리 킬러와 타이 기록
- 8년 연속 200안타·30도루(2001년 ~ 2008년) ※5년 연속으로 달성한 시점에서 윌리 킬러의 기록을 108년 만에 경신
- 5년 연속 최다 안타(2006년 ~ 2010년) ※4년 연속으로 달성한 시점에서 진저 보몬트의 기록을 105년 만에 경신
- 5년 연속 양대 리그 최다 안타(2006년 ~ 2010년) ※3년 연속으로 달성한 시점에서 댄 브루더스의 기록을 125년 만에 경신[18]
- 10년 연속 최다 단타(2001년 ~ 2010년) ※8년 연속으로 달성한 시점에서 넬리 폭스의 기록을 48년 만에 경신
- 7년 연속 양대 리그 최다 단타(2004년 ~ 2010년) ※5년 연속으로 달성한 시점에서 넬리 폭스의 기록을 51년 만에 경신
- 5년 연속 최다 타수(2004년 ~ 2008년) ※4년 연속으로 달성한 시점에서 조지 라이트의 기록을 129년 만에 경신
- 연속 5시즌 안타 1100개 이상: 6회(2001년 ~ 2005년, 2002년 ~ 2006년, 2003년 ~ 2007년, 2004년 ~ 2008년, 2005년 ~ 2009년, 2006년 ~ 2010년)
- 연속 11시즌 최다 안타: 2428안타(2001년 ~ 2011년)
- 연속 10시즌 최다 안타: 2244안타(2001년 ~ 2010년)
- 연속 9시즌 최다 안타: 2030안타(2001년 ~ 2009년)
- 연속 8시즌 최다 안타: 1805안타(2001년 ~ 2008년)
- 연속 7시즌 최다 안타: 1592안타(2001년 ~ 2007년)
- 연속 6시즌 최다 안타: 1355안타(2003년 ~ 2008년)
- 연속 5시즌 최다 안타: 1143안타(2004년 ~ 2008년)
- 연속 4시즌 최다 안타: 930안타(2004년 ~ 2007년)
- 외야수 1이닝 2개 보살(2003년 5월 25일) ※타이 기록
- 우익수 최다 출장: 5회(2002년 ~ 2005년, 2010년)
- 4년 연속 우익수 최다 출장(2002년 ~ 2005년)
- 우익수 최다 척살: 7회(2001년 ~ 2005년, 2009년 ~ 2010년)
- 5년 연속 우익수 최다 척살(2001년 ~ 2005년) ※팀 새먼과 타이 기록

아메리칸 리그 기록
- 시즌 타석: 762타석(2004년)
- 시즌 연속 도루 성공: 39개(2006년)
- 시즌 우익수 척살: 381개(2005년) ※메이저 리그 역대 2위 타이
- 2년 연속 220안타(2006년 ~ 2007년) ※타이 콥, 조 잭슨과 타이 기록
- 5년 연속 210안타(2006년 ~ 2010년) ※윌리 킬러에 이어 메이저 리그에서는 역대 2위
- 8년 연속 100득점·30도루(2001년 ~ 2008년) ※20세기 이후에서는 메이저 리그 기록
- 연속 도루 성공: 45(2006년 4월 29일 ~ 2007년 5월 16일)
- 골드 글러브 수상: 10년 연속, 통산 10회(2001년 ~ 2010년) ※모두 외야수 부문에서의 아메리칸 리그 타이 기록

신인 기록
- 신인 최다 안타 및 1년차 선수 최다 안타: 242안타(2001년) ※조 잭슨의 기록을 90년 만에 경신
- 아메리칸 리그 신인 최다 단타 및 아메리칸 리그 1년차 선수 최다 단타: 192개(2001년)
- 아메리칸 리그 신인 최다 타수 및 1년차 선수 최다 타수: 692타수(2001년)
- 아메리칸 리그 1년차 선수 최고 타율: .350(2001년)

시애틀 매리너스 기록
- 통산 타수: 7858타수(2001년 ~ 2012년)
- 통산 타율: .322(2001년 ~ 2012년)
- 통산 안타: 2533안타(2001년 ~ 2012년)
- 통산 단타: 2060개(2001년 ~ 2012년)
- 통산 3루타: 79개(2001년 ~ 2012년)
- 통산 도루: 438개(2001년 ~ 2012년)
- 통산 고의 사구: 172개(2001년 ~ 2012년) ※타이 기록
- 통산 첫회 선두 타자 홈런: 37개(2001년 ~ 2012년) ※MLB 역대 6위, 아메리칸 리그 역대 3위
- 통산 외야수 척살: 4048(2001년 ~ 2012년)
- 시즌 출장 경기: 162경기(2005년, 2008년, 2010년) ※타이 기록이며 3차례의 162경기 출장은 단독 구단 기록
- 시즌 타율: .372(2004년)
- 시즌 타수: 704타수(2004년) ※MLB 역대 3위, 아메리칸 리그 역대 2위
- 시즌 3루타: 12개(2005년)
- 시즌 첫회 선두 타자 홈런: 5개(2002년, 2005년)
- 시즌 출루수: 315(2004년)
- 시즌 고의 사구: 27개(2002년)
- 시즌 복수 안타 경기수: 80(2004년)
- 1번 타자 시즌 타점: 68타점(2005년, 2007년)
- 20경기 이상 연속 안타: 7회(2001년에는 2회, 2004년 ~ 2007년, 2009년)
- 월간 6월 타율: .427(2007년 6월)
- 월간 최다 안타: 56안타(2004년 8월)
- 연속 경기 안타: 27안타(2009년 5월 6일 ~ 6월 3일)
- 연속 2경기 안타 개수: 9안타(2004년 9월 21일 ~ 9월 22일) ※타이 기록
- 연속 출장 경기수: 396경기(2004년 7월 11일 ~ 2006년 9월 25일)
- 신인 최다 득점: 127득점(2001년)
- 신인 최다 2루타: 34개(2001년) ※타이 기록
- 신인 최다 3루타: 8개(2001년)
- 신인 최다 루타: 316루타(2001년)
- 신인 최다 도루: 56개(2001년)
- 신인 연속 경기 안타: 23안타(2001년 4월 22일 ~ 5월 18일)
- 1경기 2루타 개수: 3개(2003년 9월 20일, 2010년 7월 29일) ※타이 기록이며, 그와 에드거 마르티네즈만 여러 차례 기록
- 1경기 3루타 개수: 2개(2002년 4월 21일) ※타이 기록
- 1경기 도루수: 4개(2004년 7월 20일, 2010년 8월 4일) ※타이 기록이며, 그만 여러 차례 기록
- 1경기 고의 사구 개수: 3개(2005년 9월 27일) ※타이 기록[19]
- 1경기 사구 개수: 2개(2001년 5월 13일) ※타이 기록
- 1경기 외야수 척살 개수: 11개(2007년 6월 27일) ※타이 기록
- 1경기 우익수 척살 개수: 10개(2012년 5월 3일)

뉴욕 양키스 기록
- 데뷔 이후부터의 연속 경기 안타: 12개(2012년 8월 5일) ※타이 기록

기타
- 올스타전
  - 출장 횟수: 10회(2001년 ~ 2010년)
  - 타순이 1번 타자로서의 선발 출장: 5년 연속, 통산 9회(2001년 ~ 2004년, 2006년 ~ 2010년) ※모두 올스타전 기록
  - 우익수로의 선발 출장: 6회(2002년 ~ 2003년, 2006년, 2008년 ~ 2010년) ※올스타 아메리칸 리그 역대 2위, 양대 리그 역대 4위
  - 신인으로부터 3년 연속 올스타전 최다 득표(2001년 ~ 2003년)[20]
  - 올스타전에서의 런닝 홈런(2007년) ※사상 최초
- 인터 리그
  - 수위타자: 1회(2007년)
  - 최다 안타: 3회(2003년, 2007년, 2009년)
  - 최다 도루: 3회(2003년, 2006년, 2007년)
- 리그 최다 안타: 7회(2001년, 2004년, 2006년 ~ 2010년) ※타이 콥에 이어 메이저 리그 역대 2위 타이
- 통산 타율 현역 선수 2위: .326(2011년 시즌 종료시) ※아메리칸 리그 현역 선수 중에서는 1위
- 통산 1000안타 달성 경기수: 696경기째(2005년) ※1900년 이후 3번째의 빠른 속도로 달성
- 통산 1500안타 달성 경기수: 1060경기째(2007년) ※1900년 이후 3번째의 빠른 속도로 달성
- 통산 2000안타 달성 경기수: 1402경기째(2009년) ※1900년 이후 2번째의 빠른 속도로 달성
- 시즌 외야수 수비율: .998(2007년)
- 2경기 연속 무안타 없음: 180경기(2008년 8월 15일 ~ 2009년 9월 26일)
- 연속 경기 출루: 43(2009년 4월 28일 ~ 6월 14일)
- 연속 경기 복수 안타: 7개(2001년 5월 11일 ~ 5월 18일, 2003년 7월 1일 ~ 7월 8일, 2007년 5월 13일 ~ 5월 20일, 2009년 6월 20일 ~ 6월 27일, 2010년 5월 8일 ~ 5월 15일)
- 연속 경기 득점: 8득점(2002년 5월 2일 ~ 5월 10일, 2004년 7월 18일 ~ 7월 25일, 2007년 5월 22일 ~ 5월 29일)
- 연속 무병살타: 169경기 784타석 736타수(2009년 4월 16일 ~ 2010년 5월 1일) ※736타수는 1920년 이후 세 번째의 기록
- 연속 수비 기회 무실책: 443차례(2006년 9월 8일 ~ 2007년 9월 12일)
- 아메리칸 리그 지구 시리즈 5경기 최다 안타: 12안타(2001년) ※시리즈 타이 기록

### 등번호
- '51' (1992년 ~ 2000년 오릭스 블루웨이브 / 2001년 ~ 2012년, 2018년 ~ 현재 시애틀 매리너스 / 2015년 ~ 2017년 마이애미 말린스)
- '31' (2012년 ~ 2014년 뉴욕 양키스)

## 같이 보기
- 오기 아키라
- 다오 야스시
- 후쿠하라 미네오
- 아라이 히로마사
- 3000안타 클럽
- 일본 프로 야구 최우수 선수
- 일본 프로 야구 베스트 나인
- 러울링 골드글러브